# استان ویتربو

استان ویتربو در نقشه ایتالیا

استان ویتربو (به ایتالیایی: Provincia di Viterbo) یکی از استان‌های ناحیه لاتزیو در ایتالیا است. مرکز این استان، شهر ویتربو است.
بر پایه آمار سال ۲۰۰۵، جمعیت این استان برابر با ۲۹۹٬۸۳۰ نفر و مساحت آن ۳٬۶۱۲ کیلومتر مربع است.
نیروگاه آلساندرو ولتا، بزرگ‌ترین نیروگاه ایتالیا در این استان قرار دارد.

## نگارخانه

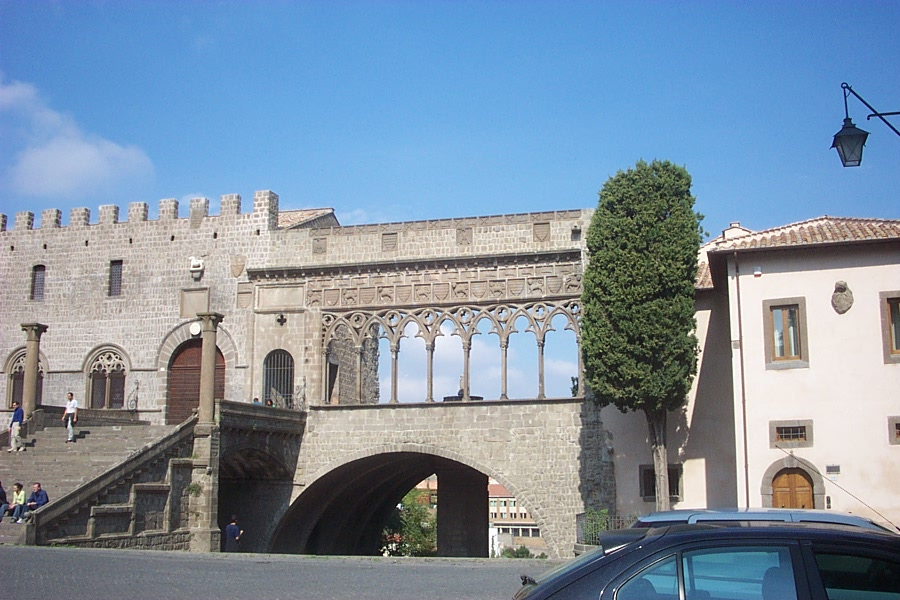
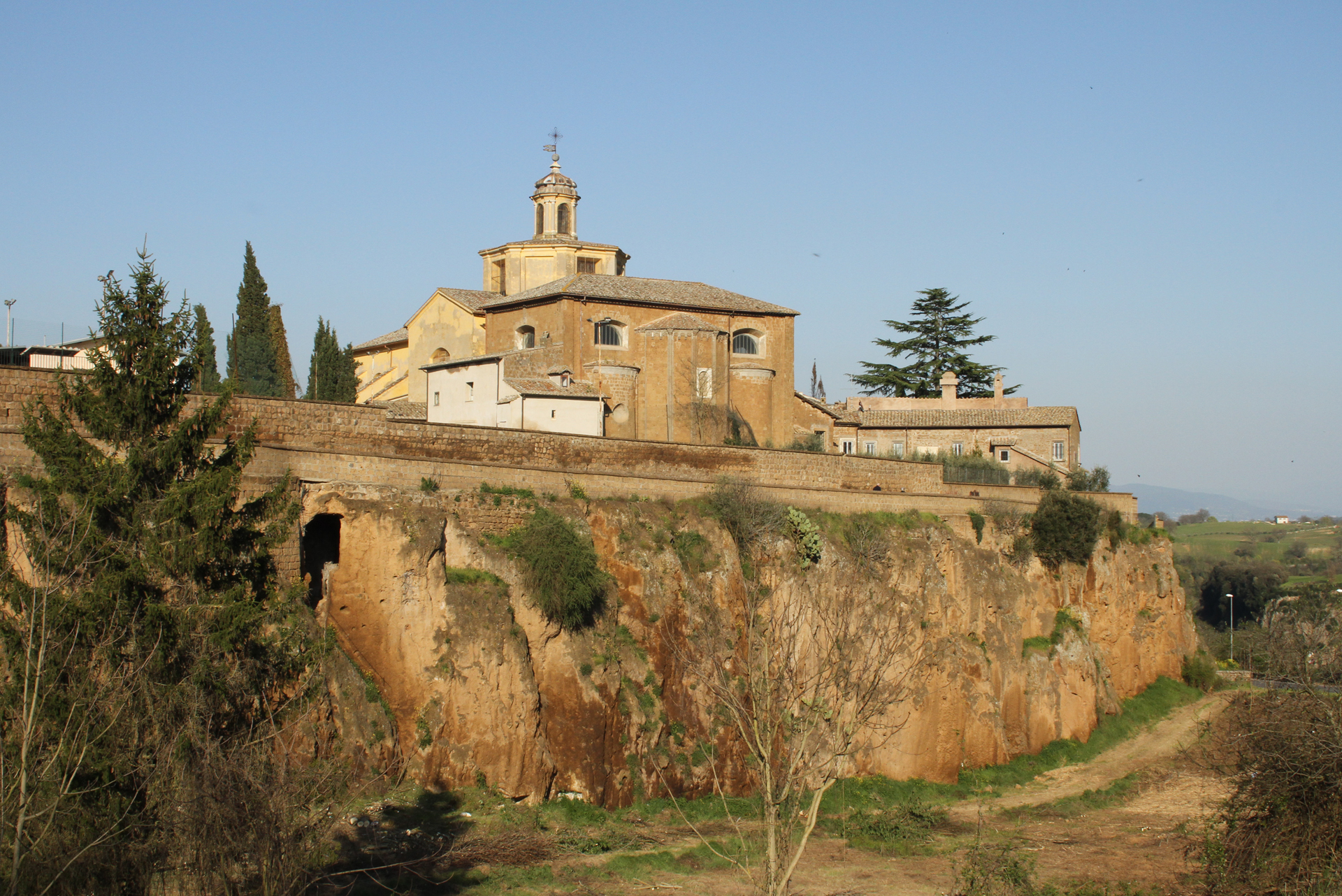
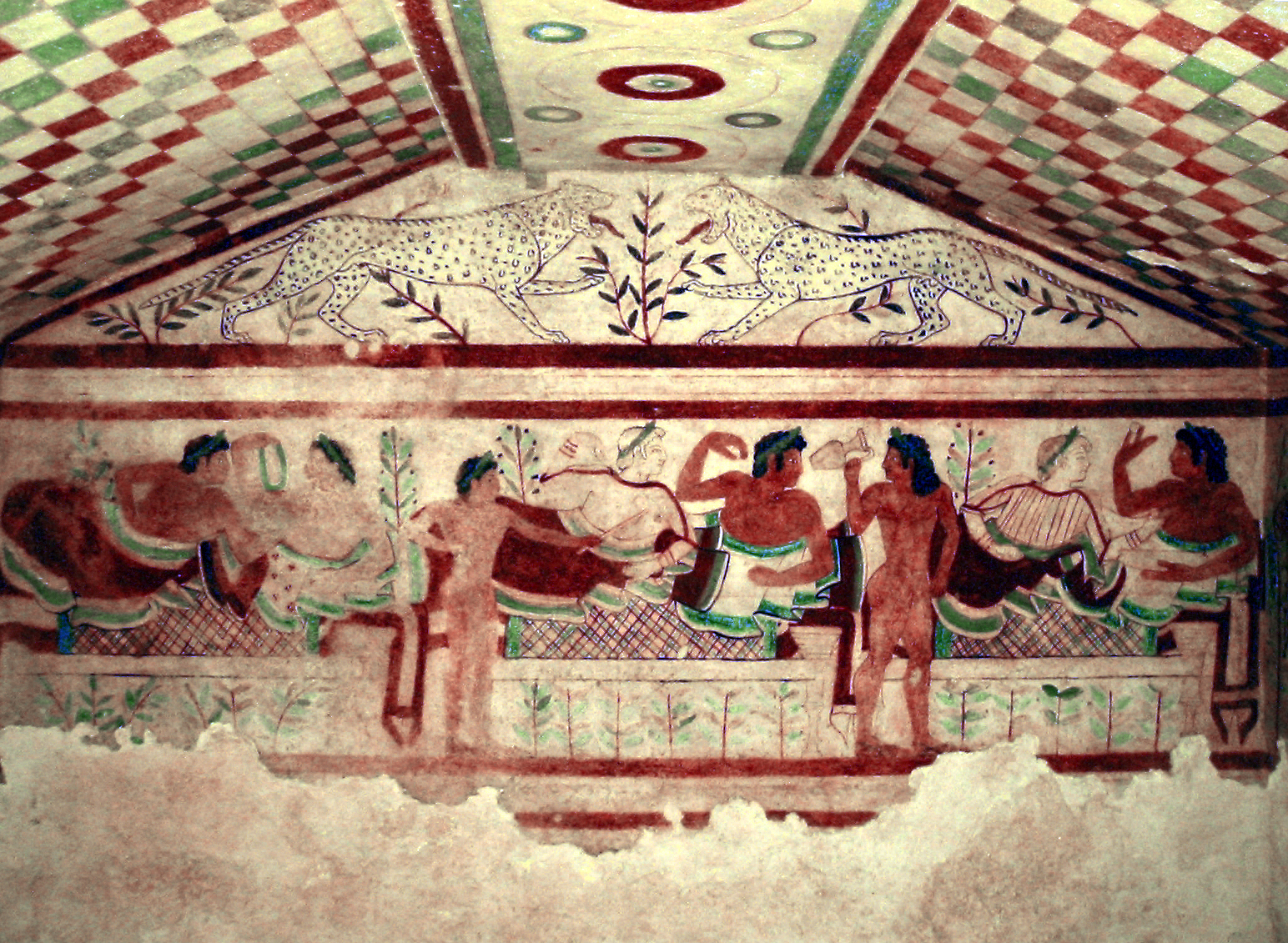
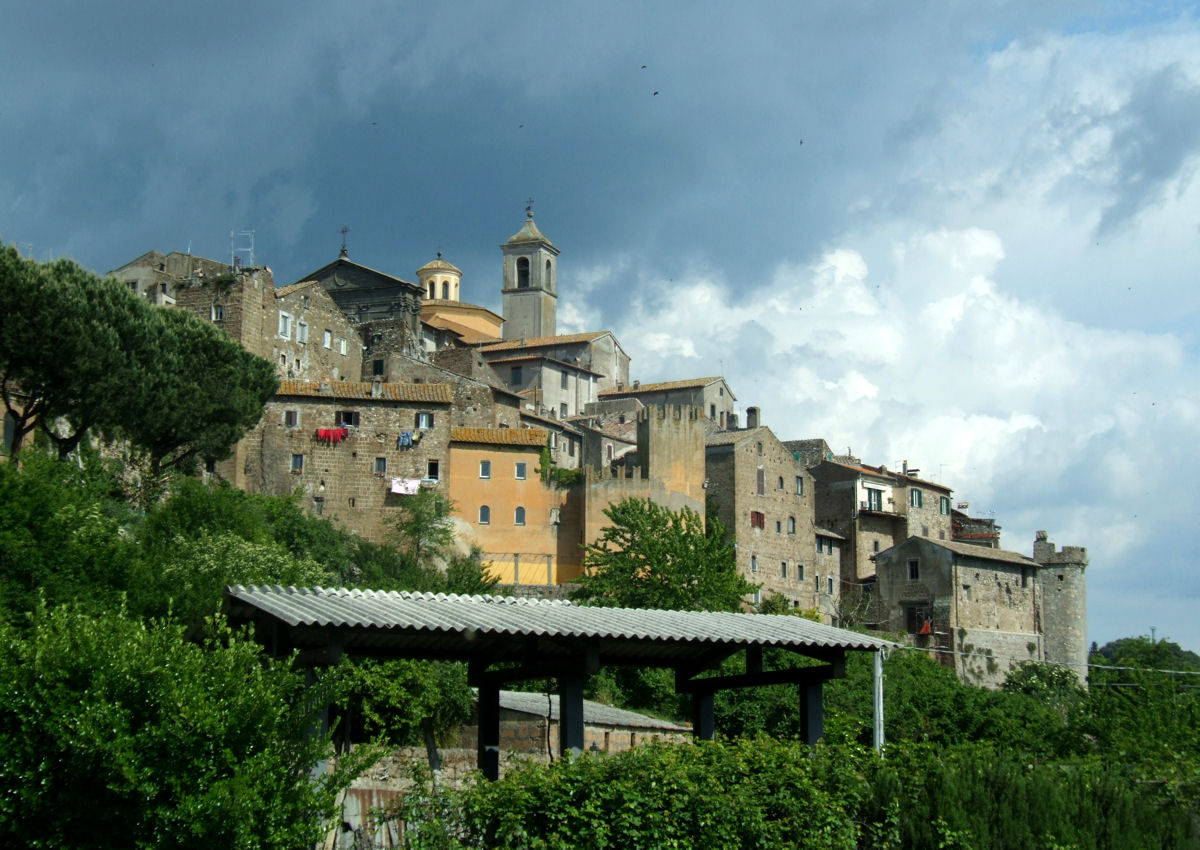
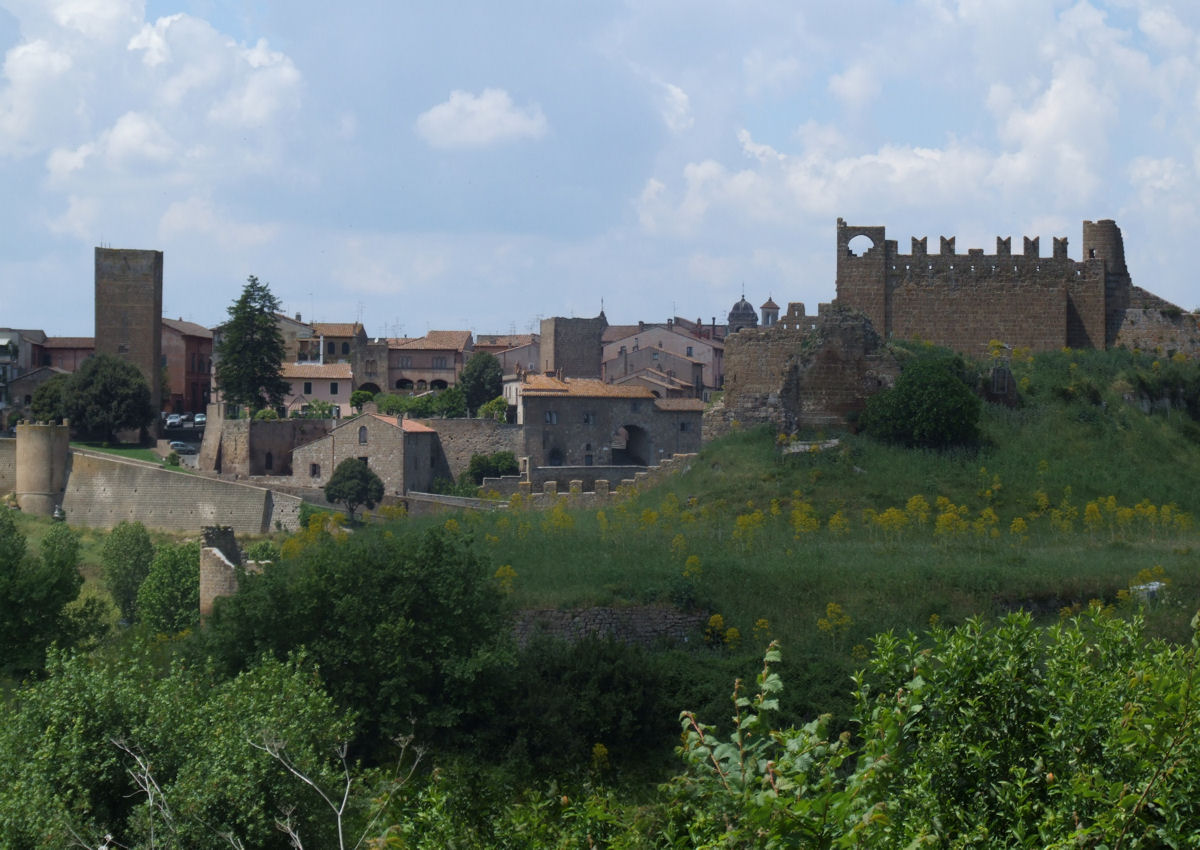